# حسن بن نوح القمري
أبو منصور حسن بن نوح القُمري (ت. نحو 380 هـ/نحو 990 م) هو طبيب، من أهل بخارى. عاش في بخارى أثناء حكم السامانيين، وهم الأسرة الناطقة بالفارسية التي حكمت آسيا الوسطى وإيران منذ عام 819 وحتى عام 999. وقد حدد العديد من مؤرخي العصر الحديث وفاة أبي منصور قرابة عام 999. يؤكد ابن أبي أصيبعة على المكانة والاحترام الكبيرين اللذين حَظِي بهما أبو منصور في حياته، مشيرًا أيضًا إلى عمله طبيبًا بالبلاط لدى العديد من الحكام السامانيين.
عاصر الأمير منصور الساماني (ت. سنة 366 هـ) وأخذ عنه ابن سينا. من آثاره: «علل العلل» (وهو عمل يبدو الآن أنه مفقود) و «الغنى والمنى».

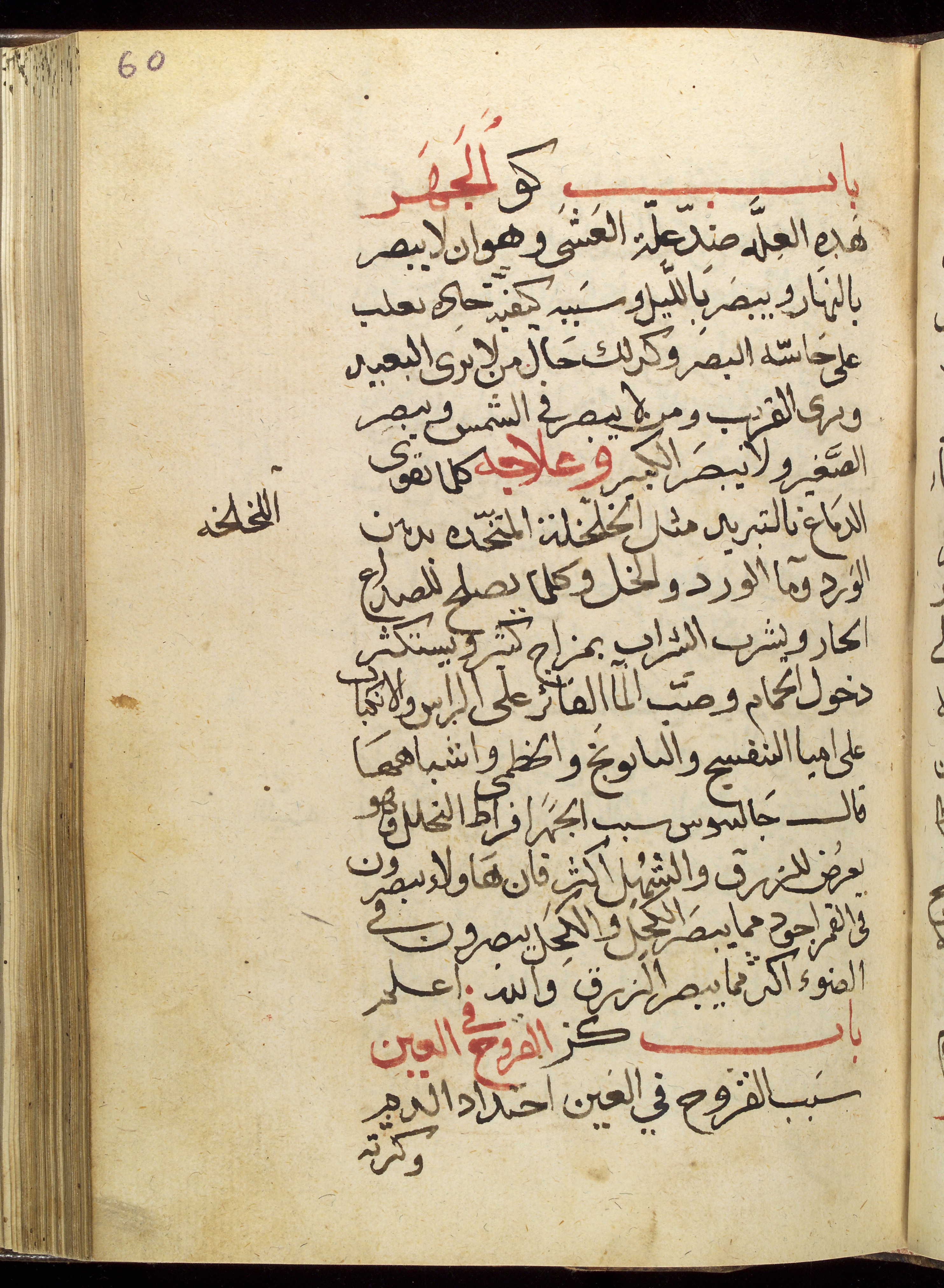
صفحة مخطوطة من «كتاب طب الغنى والمنى»

كتاب أبي منصور الطبي المسمّى «الغِنى والمُنى» هو على الأرجح أكثر أعماله شُهْرَةً ويُشار إليه عادةً بعنوان مختلف وهو «كُنّاش حسن» (بالفارسية: كُنّاشي أبو منصور). وكلمة كُنّاش تشير إلى نوع من الكتابة الطبية يجمع بين النظريات والممارسات الطبية، وهو مخصص لاستخدام الأطباء. وقد كتب أبو منصور عمله الغِنى والمُنى على هيئة ثلاثة أقسام:
1. حيث يعرض القسم الأول الأمراض «من مقدمة الرأس إلى القدم» في 120 فصلاً،
2. ويعرض القسم الثاني الأمراض الخارجية والحالات السطحية (مثل تلك التي تؤثر على الجلد والشعر) في 43 فصلاً،
3. ويعرض القسم الثالث الحُمَّيات في 27 فصلاً.